# Comuna Kașîrivka, Kazanka
Kașîrivka (în ucraineană Каширівка) este o comună în raionul Kazanka, regiunea Mîkolaiiv, Ucraina, formată din satele Kașîrivka (reședința), Malofedorivka, Neudacine, Novoskeliuvatka, Slobidka și Velîkofedorivka.

## Demografie
Componența lingvistică a comunei Kașîrivka
     Ucraineană (98,38%)
     Rusă (1,63%)
Conform recensământului din 2001, majoritatea populației comunei Kașîrivka era vorbitoare de ucraineană (98,38%), existând în minoritate și vorbitori de rusă (1,63%).